# Triaspis flavipalpis
Triaspis flavipalpis är en stekelart som först beskrevs av Wesmael 1835.  Triaspis flavipalpis ingår i släktet Triaspis och familjen bracksteklar. Arten är reproducerande i Sverige. Inga underarter finns listade i Catalogue of Life.